# Ochrochernes tenggerianus
Espèce
Synonymes
- Chelifer tenggerianus Ellingsen, 1910

Ochrochernes tenggerianus est une espèce de pseudoscorpions de la famille des Chernetidae.

## Distribution
Cette espèce est endémique du Java en Indonésie.

## Description
Le mâle holotype mesure 2,00 mm.

## Étymologie
Son nom d'espèce lui a été donné en référence au lieu de sa découverte, la caldeira Tengger.

## Publication originale
- Ellingsen, 1910 : Die Pseudoskorpione des Berliner Museums. Mitteilung aus dem Zoologischen Museum in Berlin, vol. 4, p. 357-423 (texte intégral).